# 腐殖质湖

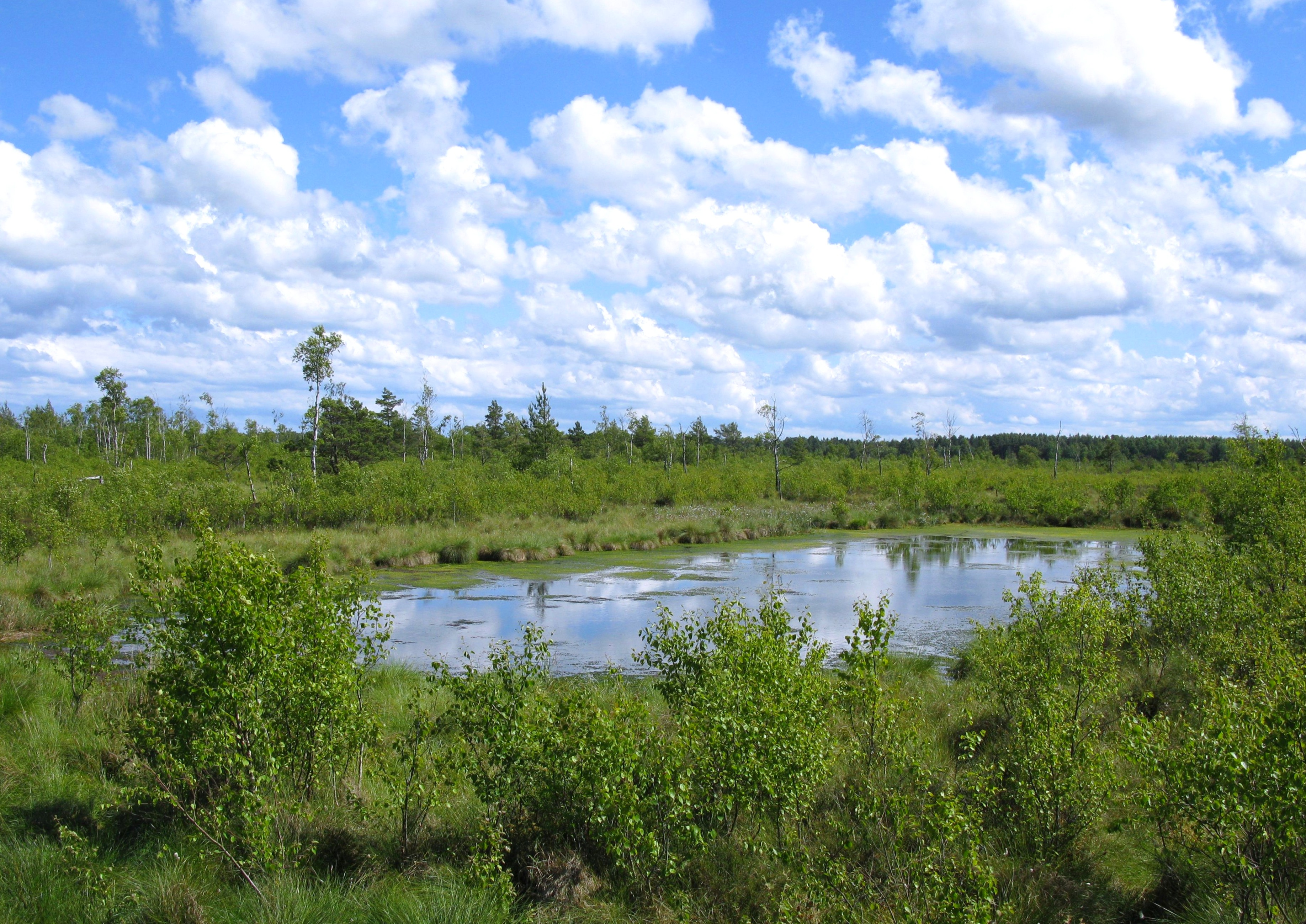
位于波兰别拉瓦自然保护区内的腐殖质湖

腐殖质湖是指富含腐殖质与有机酸的湖泊。由于上述物质的富集，腐殖质湖的水体呈现棕色，pH值通常较低，约为4.0-6.0。 仅有少数种类的生物能在这样的酸性环境下生存，主要为藻类、浮游植物、超微型浮游生物和细菌。

## 腐殖质湖的分类
湖泊可以按照生产力大小，被划分为寡营养、中等营养、富营养、营养过剩四种。腐殖质湖由于其低生产力曾被划分为寡营养湖。但最近的研究发现，很多腐殖质湖处于中等营养水平甚至富营养水平的状态。

## 化学性质

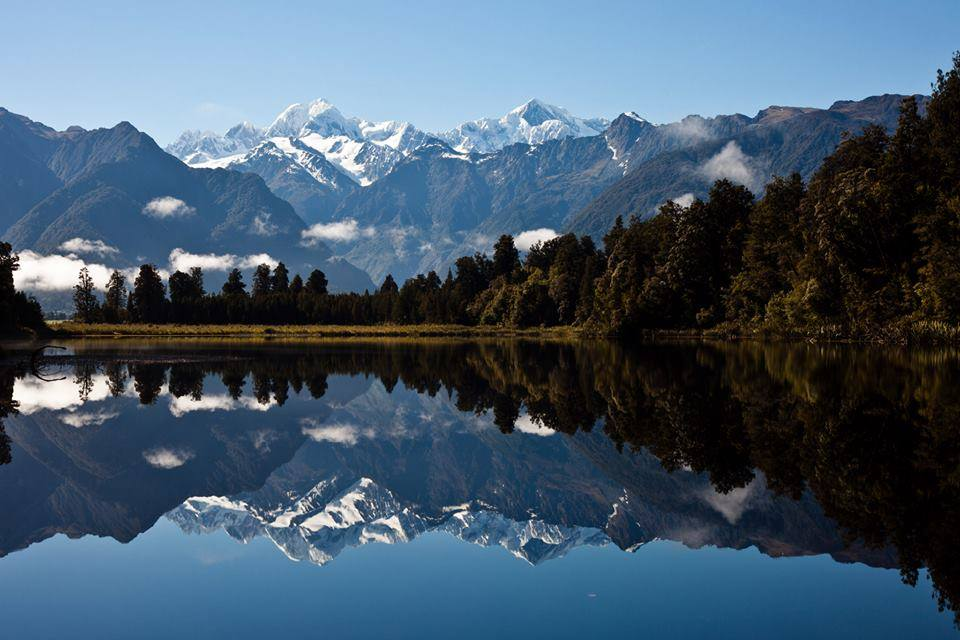
马森松湖是位于新西兰的一处腐殖质湖。鞣质深染的湖水倒映着南阿尔卑斯山脉的景象吸引着游人前来参观

腐殖质湖溶解了大量的有机酸，其中包括有机羧酸和酚酸。这些酸扮演缓冲剂的角色，使得湖水的pH相对稳定。与一般的湖相比，腐殖质湖的水体与沉积物中的钙含量明显更低。 必需脂肪酸在腐殖质湖中依然存在，但因湖水的酸性环境，营养质量有所下降。因此，腐殖质湖中的生产者（如浮游植物）的营养质量不高。腐殖质湖的化学组分由于受影响前营养状态的不同，在湖与湖间可能会有较大差异。

## 腐殖质湖的形成过程对原有生态系统的影响
通过径流流入有机质形成腐殖质湖的过程对湖泊生态系统产生巨大影响。 其中，化学成分的变化导致湖水pH值下降，使鱼类和其他生物难以繁殖。 适应了新的水体环境的鱼可能富含有机污染物，因此也不适合人类食用。 由于腐殖质湖的化学成分发生变化，重金属的浓度和流动性也可能发生变化。

## 与气候变化的关系
湖泊普遍被认为是碳循环中重要的碳库。高溶解有机碳水平意味着腐殖质湖贮存着更多的碳。 腐殖质湖中碳的富集水平主要受其流域中的植被格局与地表径流影响，降水量、土地矿化、硫酸盐沉积、气温变化也会影响这一水平，而这些因素都受气候变化的影响。预计，正在进行的气候变化将增加湖泊的有机碳供给，从而使更多湖泊变为腐殖质湖。